# Pyrrhomyias cinnamomeus
A Pyrrhomyias cinnamomeus a madarak (Aves) osztályának a verébalakúak (Passeriformes) rendjébe és a királygébicsfélék (Tyrannidae) családjába tartozó Pyrrhomyias nem egyetlen faja.

## Rendszerezése
A fajt Alcide d’Orbigny és Frédéric de Lafresnaye írták le 1837-ben, a Muscipeta  nembe Muscipeta cinnamomea néven.

## Alfajai
- Pyrrhomyias cinnamomeus assimilis (Allen, 1900)
- Pyrrhomyias cinnamomeus cinnamomeus (Orbigny & Lafresnaye, 1837)
- Pyrrhomyias cinnamomeus pariae Phelps & Phelps, 1949
- Pyrrhomyias cinnamomeus pyrrhopterus (Hartlaub, 1843)
- Pyrrhomyias cinnamomeus spadix Wetmore, 1939
- Pyrrhomyias cinnamomeus vieillotioides (Lafresnaye, 1848)[2]

## Előfordulása
Argentína, Bolívia, Kolumbia, Ecuador, Peru és Venezuela területén honos. Természetes élőhelyei a szubtrópusi és trópusi síkvidéki és hegyi esőerdők. Állandó, nem vonuló faj.

## Megjelenése
Testhossza 13 centiméter, testtömege 11 gramm.
|  |

## Életmódja
Főleg rovarokkal és bogyókkal táplálkozik.

## Szaporodása
Mohából és zuzmóból készíti csésze alakú fészkét.

## Természetvédelmi helyzete
Az elterjedési területe rendkívül nagy, egyedszáma pedig stabil. A Természetvédelmi Világszövetség Vörös listáján nem fenyegetett fajként szerepel.